# Saint-Étienne-de-Vicq
Saint-Étienne-de-Vicq é uma comuna francesa na região administrativa de Auvérnia-Ródano-Alpes, no departamento Allier. Estende-se por uma área de 19,33 km². Em 2010 a comuna tinha 543 habitantes (densidade: 28,1 hab./km²).